# Nefertiti
 For alternative betydninger, se Nefertiti (flertydig). (Se også artikler, som begynder med Nefertiti)
Nefertiti Nefertiit eller Nofretete (ca. 1370 f.Kr. – ca. 1330 f.Kr.) var en ægyptisk dronning, som regerede fra 1353 f.Kr.-1336 f.Kr. og den vigtigste hustru til Farao Akhenaton (som tidligere blev opkaldt efter sin slægt Amenhotep IV). Hendes navn betyder "Den smukke er kommet". En buste af Nefertiti er nu i Berlin. 
Hun støttede sin mands religiøse revolution, troen på én gud (monoteisme) solguden Aton. Det bragte parret i  modsætning til Amons tilhængere, der dyrkede flere guder med Amon i spidsen. Flere templer lukkende under Aton, og navne blev fjernet fra templer, gravkamre og monumenter. Også kunsten ændrede sig efter regentparrets generelle politik. Kunstnere skulle nu skabe det, de så, og ikke som tidligere, hvor de skulle fremstille det formelle.
Nefertiti havde seks døtre:
- Meritaten født før regentår 1 (ca. 1356 f.Kr.)
- Meketaten født mellem regentår 1 og 3 (ca. 1349 f.Kr.)
- Ankhesenpaaten, kendt som Ankhesenamon (ca. ?)
- Neferneferuaten Tasherit: født regentår 6 (ca. 1344 f.Kr.)
- Neferneferure født regentår 9 (ca. 1341 f.Kr.)
- Setepenre født regentår 11 (ca. 1339 f.Kr.)